# Glashütten (Hesse)
Pour les articles homonymes, voir Glashütten.
Glashütten est une commune de Hesse (Allemagne), située dans l'arrondissement du Haut-Taunus, dans le district de Darmstadt.